# (115) Thyra
(115) Thyra ist ein Asteroid des inneren Hauptgürtels, der am 6. August 1871 vom US-amerikanischen Astronomen James Craig Watson am Detroit Observatory in Ann Arbor entdeckt wurde.
Der Asteroid wurde benannt nach einer frühen dänischen Königin. Königin Thyra Danebod (* um 880; † um 935) war die Frau von König Gorm „dem Alten“ von Dänemark (* vor 900; † ca. 958/964) und die Mutter des Dänen Harald Blauzahn (* um 910, † 985/986), der als Christ starb. 935 schrieb König Harald auf einen Runenstein, dass er ganz Dänemark und Norwegen unter sich vereint und die Dänen zu Christen gemacht habe. Dieses einzigartige Denkmal errichtete Harald für sich und seine Eltern in Jelling, Jütland. Diese beiden riesigen Runensteine von Jelling sind die größten und beeindruckendsten der Welt. Der kleinere der beiden wurde von Gorm zu Ehren seiner Frau Thyra, der Wiederherstellerin Dänemarks, geweiht. Zur Zeit, als dieser Asteroid entdeckt wurde, war der Entdecker gerade von einer Reise nach Europa zurückgekehrt, und wahrscheinlich wurde dieser besondere Name als Erinnerung an seinen Aufenthalt in Dänemark gewählt.

## Wissenschaftliche Auswertung
Mit Daten radiometrischer Beobachtungen im Infraroten am Cerro Tololo Inter-American Observatory in Chile im Jahr 1974 wurden für (115) Thyra erstmals Werte für den Durchmesser und die Albedo von 98 km und 0,12 bestimmt. Eine Beobachtung im März 1976 am Kitt-Peak-Nationalobservatorium in Arizona ergab Werte von 91 km und 0,13. Aus Ergebnissen der IRAS Minor Planet Survey (IMPS) wurden 1992 Angaben zu Durchmesser und Albedo für zahlreiche Asteroiden abgeleitet, darunter auch (115) Thyra, für die damals Werte von 79,8 km bzw. 0,27 erhalten wurden. Mit dem Satelliten Midcourse Space Experiment (MSX) wurden 1996 bis 1997 im Rahmen der Infrared Minor Planet Survey (MIMPS) Daten erhalten, aus denen Werte von 83,9 km bzw. 0,25 bestimmt wurden. Eine Auswertung von Beobachtungen durch das Projekt NEOWISE im nahen Infrarot führte 2011 zu vorläufigen Werten für den Durchmesser und die Albedo im sichtbaren Bereich von 55,1 km bzw. 0,65. Nach der Reaktivierung von NEOWISE im Jahr 2013 und Registrierung neuer Daten wurden die Werte 2016 angegeben mit 72,0 km bzw. 0,29, diese Angaben beinhalten aber alle hohe Unsicherheiten. Eine Bedeckung der Radiogalaxie J0014+0854 durch (115) Thyra am 23. März 2015 konnte am Radioteleskop Effelsberg bei 5 GHz verfolgt werden und dabei ein Durchmesser des Asteroiden von 75 ± 6 km abgeleitet werden.
Eine spektroskopische Untersuchung von 820 Asteroiden zwischen November 1996 und September 2001 am La-Silla-Observatorium in Chile ergab für (115) Thyra eine taxonomische Klassifizierung als S- bzw. K-Typ.

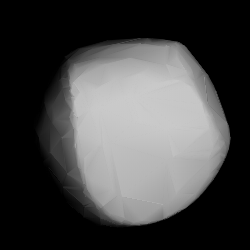
Berechnetes 3D-Modell von (115) Thyra

Photometrische Beobachtungen von (115) Thyra fanden erstmals statt in einer Zusammenarbeit vom 24. Oktober bis 12. November 1978 am Osservatorio Astronomico di Torino in Italien und am 5. Dezember am Table Mountain Observatory in Kalifornien. Aus den aufgezeichneten Lichtkurven konnte für den Asteroiden eine Rotationsperiode von 7,241 h bestimmt werden. Weitere Messungen wurden am 13. und 18. Januar 1983 am Observatorio del Teide auf Teneriffa durchgeführt. Die lückenhafte Lichtkurve wurde zu einer Rotationsperiode von 7,244 h ausgewertet. Farbveränderungen wiesen auf eine inhomogene Zusammensetzung der Oberfläche hin. Bei einer Beobachtung am 27. Februar 1987 am La-Silla-Observatorium konnte aus der Lichtkurve nur einer Nacht keine Rotationsperiode bestimmt werden, während am 19. und 20. März 1987 am gleichen Ort erneut eine Lichtkurve aufgenommen werden konnte. Zusammen mit den archivierten Daten aus den Jahren 1978 und 1983 wurde ein Gestaltmodell und zwei alternative Positionen für die Rotationsachse mit einer prograden Rotation sowie die Achsenverhältnisse der ellipsoidischen Gestalt des Asteroiden abgeleitet. Für die Rotationsperiode wurde ein wahrscheinlichster Wert mit 7,2376 h angegeben.
Aus archivierten Lichtkurven und neuen photometrischen Messungen aus dem Zeitraum 1995 bis 2000 an verschiedenen Observatorien, wie dem La-Silla-Observatorium, dem Charkiw-Observatorium in der Ukraine, dem Observatorium Ostrowik und dem Observatorium Borówiec in Polen, konnte in einer Untersuchung von 2004 zunächst die Rotationsperiode mit einem Wert von 7,241 h bestätigt werden. Außerdem wurden mehrere alternative Positionen für die Rotationsachse mit einer retrograden Rotation sowie die Achsenverhältnisse dreiachsig-ellipsoidischer Gestaltmodelle bestimmt. Allerdings gab es auch eine Lösung mit prograder Rotation und abweichender Rotationsperiode bei Anwendung eines anderen Berechnungsverfahrens. Es wurden daher weitere Beobachtungen des Asteroiden als notwendig erachtet, um die Unklarheiten über dieses eher ungewöhnliche Objekt aufzulösen.
Aus Messungen durch IRAS im Infraroten von Juli bis September 1983 wurden in einer Untersuchung von 2009 die thermischen Trägheitswerte von 11 Hauptgürtelasteroiden mit Durchmessern <100 km und bekannten Formen und Rotationsachsen abgeleitet. Eine Abschätzungen für die Größe und Albedo von (115) Thyra ergab 90–94 km bzw. 0,20–0,22.

## Thyra-Familie
(115) Thyra ist namensgebendes und größtes Mitglied einer Asteroidenfamilie mit ähnlichen Bahneigenschaften, wie eine Große Halbachse von 2,34–2,45 AE, eine Exzentrizität von 0,18–0,21 und eine Bahnneigung von 11,9°–13,2°. Taxonomisch handelt es sich um Asteroiden der Spektralklasse S, L und C, die mittlere Albedo liegt bei 0,15. Der Thyra-Familie wurden im Jahr 2019 etwa 150 Mitglieder zugerechnet.